# Asterordningen
Asterordningen (Asterales) är en växtordning av trikolpater. Asterales finns över hela världen och de flesta arterna är örter. Det finns dock några få träd och buskar. I ordningen ingår elva till tretton familjer där de artrikaste är korgblommiga växter (Asteraceae) med ungefär 25 000 arter och klockväxter (Campanulaceae) med ungefär 2 000. Övriga familjer har sammanlagt färre än 500 arter. I tidigare klassificeringssystem var de korgblommiga växterna ensamma i denna ordning, men nyare system har utökat den.

## Familjer
- Alseuosmiaceae
- Argophyllaceae
- Calyceraväxter (Calyceraceae)
- Donatiaceae
- Femtungeväxter (Goodeniaceae)
- Klockväxter (Campanulaceae)
- Korgblommiga växter (Asteraceae)
- Lobeliaväxter (Lobeliaceae)
- Pentaphragmaceae
- Phellinaceae
- Rousseaceae
- Stylidiaceae
- Vattenklöverväxter (Menyanthaceae)

Systematiken är under bearbetning, och vissa taxonomer för i stället för ovanstående in lobeliaväxterna i familjen klockväxter, och Donatiaceae i familjen Stylidiaceae.